# Leptonota
Leptonota is een kevergeslacht uit de familie van de boktorren (Cerambycidae). De wetenschappelijke naam van het geslacht werd voor het eerst geldig gepubliceerd in 1861 door Thomson.

## Soorten
Leptonota omvat de volgende soorten:
- Leptonota bordoni Mille & Sudre, 2010
- Leptonota comitessa (White, 1855)
- Leptonota sepium Montrouzier, 1861